# Stamperia del popolo romano
La Stamperia del popolo romano (in latino, come appare nelle edizioni a stampa, In aedibus Populi Romani) è stata un'azienda editoriale e tipografica attiva a Roma nella seconda metà del XVI secolo per volere di papa Pio IV.

## Storia
Fu istituita dal predetto pontefice con un Motu proprio del 22 luglio 1561. Ebbe sede prima in Campidoglio, poi nei pressi di fontana di Trevi e, infine, a piazza della Minerva. La sua attività editoriale si protrasse, con alterne vicende, fino al 1598.
Il periodo più importante coincise con la direzione di Paolo Manuzio, editore ed umanista figlio del più celebre Aldo, l'inventore delle aldine. Durante la sua direzione (1562-1570) l'impresa si occupò sia di testi religiosi che di opere utili agli studenti universitari. Tra i primi, i testi approvati dal concilio di Trento, fra i quali il Catechismus e il Missale Romanus; tra i secondi, le opere degli autori classici, greci e latini, che Manuzio aveva già stampato a Venezia. Del resto il tipografo conosceva bene le esigenze degli studenti in quanto a Roma insegnava nello Studio romano latino ed esegesi delle fonti patristiche.
Il pontefice cedette la Stamperia al Comune di Roma, nel 1563. Un anno dopo la affidò, con atto legislativo del 26 aprile 1564 al Manuzio. L'impresa aveva come propria marca editoriale lo stemma di Roma, recante l'acronimo S.P.Q.R., fiancheggiato da san Pietro e da San Paolo, benché siano note delle varianti.